# 환도
환도(環刀)는 고려, 조선 시대에 사용된 외날 곡도이다. 1m내외에 길이에 따라 60~80cm였다. 현대에의 척관법을 기준으로 보병용은 73.63cm, 기병용은 65.60cm이다.

## 명칭
환도라는 이름이 기록에 처음 등장하는 것은 《고려사》 충렬왕 3년(1277년) 4월 정묘조에, 원에서 사신 유홍(劉弘) · 홀노(忽奴)가 오자 왕이 이장무(李藏茂)를 충주(忠州)로 보내 환도 1천 자루를 함께 만들도록 했다는 것이 최초이다. 《원사》(元史)에도 세조(世祖) 임자년에 대칸에게 환도를 바친 자가 있었다는 기록이 있는 등, 환도라는 이름의 유래는 고려 후기 몽골 간섭기로부터 들어온 것으로 추정할 수 있다.
환도(環刀)라는 한자는 번역하면 (고리처럼) 둥근 칼이라는 뜻으로, 현존하는 환도 유물이나 기록에서 보이듯 휘어진 칼날을 가리키는 것으로 해석되기 쉬운데, 융원필비에는 칼집을 허리에 매는 고리에서 유래했다고 서술하였다. 코등이의 둥근 모양에서 비롯되었다는 설도 있다.
조선 시대에는 환도라는 이름의 칼을 특정하지 않고 단순히 길고 외날을 가진 단병기를 모두 환도라는 이름으로 뭉뚱그려 지칭했다. 《조선왕조실록》에 기록된 운검, 패도, 패검 그리고 《무예도보통지》(武藝圖譜通志)에 수록된 예도(銳刀), 쌍수도(雙手刀), 쌍검(雙劍) 심지어 왜검(倭劍) 수련 시에도 모두 환도 한 종류만을 사용하여 수련하였으며, 왜검이나 여진족의 칼은 물론 조선 말기 이양선에서 발견된 서양 도검까지도 《실록》에서는 분별 없이 모두 환도라 지칭하였다.

## 칼의 형태

### 휘어진 칼날
전쟁기념관에 전시된 환도 모음들
환도의 형태는 일본도와 비슷한데, 칼날의 휘임각은 일본도와 비교하면 더 작아 거의 곧은 칼에 가깝다. 몽골 침략 직전의 고려의 도검에 대해 서긍의 《고려도경》에는 횡도(橫刀)와 같다고 기술하였으며, 이 횡도는 당나라 때부터 유래한 것으로 코등이가 둥글고 가죽 고름에 매어 겨드랑이 밑에 가로로 차게 되어 있는 형태의 칼로, 고려 전기까지 당의 횡도와 같은 형태의 도검이 사용되었다. 《원사》에서는 횡도에 대한 설명으로 "횡도는 그 제도가 의도(儀刀)와 같고, 칼날만 휘어 있다."고 소개하였다. 당 이래 직선이던 횡도가 몽골을 통해 유입된 중앙아시아 초원 유목민족의 사브르의 영향으로 칼날이 휘었고, 고려에도 이러한 형태의 횡도가 유입되어 환도의 모델이 된 것으로 추정할 수 있다.

### 칼의 길이
《세종실록》(世宗實錄)과 《국조오례의》(國朝五禮儀)에 실린 조선 전기의 환도는 크게 휘었을 뿐 아니라 길이도 짧은 편이다. 《문종실록》(文宗實錄)에 기록된 환도의 칼날 길이 규정을 보면 보병용이 1.7자에 기병용이 1.6자, 자루 길이는 보병용 2권에 기병용 1권 3지로, 영조척으로 환산한 문종조 당대의 환도 규격은 당시 일반적인 길이를 재던 주척 기준으로 보병용이 전체 길이 55.63cm(칼날 길이 35.638cm, 1척 7촌 3푼)에 기병용이 48.96cm(칼날 길이 32.96cm, 1척 6촌)로, 일본도에 비해 길이가 짧은 편이다. 칼자루의 길이는 1451년 기준으로 마병은 한 뼘 세 손가락이고, 보병은 두 뼘이다. 함길도절제사 이징옥은 문종에게 "환도는 날이 곧고 짧아야 급할 때 쓰기 편하다"고 말하고 있는데, 직선 형태의 짧은 칼날이 보다 효과적이라는 판단에 의한 것이었다. 무게 또한, 조선 초기 갑사(甲士)의 채용 기준에는 갑옷에 활(1, 2장)와 화살(20여 대), 환도를 차고 3백 보를 달려갈 수 있느냐는 것이 포함되어 있었기 때문에 무인들은 되도록 가벼운 칼을 선호하는 편이었다.
그러나 임진왜란을 거치면서 일본도보다 짧은 환도로는 오히려 불편하다는 것이 드러났고, 이에 따라 조선 후기의 환도는 상대적으로 길어지는 추세가 되었다.

### 패용 방법
환도는 일본도와는 달리 칼집에 달린 두 개의 칼집고리에 끈을 꿰어 허리에 묶는 형태로 패용하였다. 패용을 위한 소나 사슴 가죽으로 만든 띠가 따로 존재하였으며, 칼집은 어피로 싸서 검은색 또는 주황색을 칠하였다. 칼자루 한가운데에는 구멍을 뚫어 홍조수아라는 끈을 드리웠고, 칼머리에는 두석을 장식했다.

## 절삭력
|                                                 |
| (예시) 환도의 날-측면(휘어짐)과 단면(원내 각도) |

압정(push pin)의 원리와 형테에서처럼 칼날의 예리함(A)은 칼날의 휘어진 정도(F)에서 절삭력(P)을 극대화할 수 있다.
{\displaystyle P={\frac {F}{A}}}
인체의 관절등에서의 구조상 동작은 원 또는 타원의 궤적을 따라 움직임으로 칼날(측면)의 휘어진 정도가 이러한 최적의 절제된 동작에서 동선과 같아질수있어야 맞닫는 면적이 최소로 유지되는데 보다 유리하다. 한편 칼날(단면)의 각도는 안정된 절삭력의 지속시간과 관련있으며 외날구조(단면)는 도끼(axe)나 끌(chisel)에서처럼 절삭대상의 강도에 따른 절단력을 유지하도록 보장해준다.

## 참고 문헌
- 민승기 《조선의 무기와 갑옷》

## 같이 보기
- 예도
- 제독검
- 조선세법
- 사인검